# رنگینک تاج‌خاکستری
رنگینک تاج‌خاکستری (نام علمی: Lonchura nevermanni)، یا سهره ریز تاج‌خاکستری، گونه‌ای از سهرگان در جنوب گینه نو است. گسترهٔ جهانی آن بین ۲۰۰۰۰ تا ۵۰۰۰۰ کیلومتر مربع برآورد می‌شود.
در ساوانای نمناک و زیستگاه‌های تالاب یافت می‌شود. وضعیت گونه به عنوان کمترین نگرانی ارزیابی می‌شود.